# Vojtěch Jasný
Vojtěch Jasný (ur. 30 listopada 1925 w Kelču, zm. 15 listopada 2019 w Przerowie) – czeski reżyser, scenarzysta filmowy oraz fotograf. Jeden z głównych przedstawicieli tzw. nowej fali w kinie czechosłowackim (lata 60.).

## Życiorys
Jego najsłynniejszy film, alegoryczna baśń o magicznym kocie pt. Gdy przychodzi kot (1963) przyniosła reżyserowi Nagrodę Specjalną Jury podczas 16. MFF w Cannes. Za film pt. Wszyscy dobrzy rodacy (1969) Vojtěch Jasný otrzymał nagrodę dla najlepszego reżysera podczas 22. MFF w Cannes. Obraz ten, opowiadający o życiu Czechów z prowincji w czasach komunistycznych rządów, został zakazany w Czechosłowacji po wydarzeniach 1968.
Sam Vojtěch Jasný po inwazji wojsk Układu Warszawskiego na Czechosłowację był prześladowany politycznie i wyjechał z kraju. W latach 70. przebywał i tworzył m.in. w Austrii, Niemczech Zachodnich i Jugosławii. Na początku lat 80. trafił do Nowego Jorku. Tam przez kilka lat prowadził zajęcia z reżyserii filmu na Uniwersytecie Columbia, gdzie profesorem był także jego rodak Miloš Forman.
Jest absolwentem Wydziału Filmowego i Telewizyjnego Akademii Sztuk Scenicznych w Pradze (1951).
Zasiadał w jury konkursu głównego na 23. MFF w Cannes (1970).
W 2007 roku przyznano mu honorowego Czeskiego Lwa za jego wkład w czeski film.

## Filmografia
- 1954: Nocne spotkania (wspólnie z Karelem Kachyňą)
- 1957: Wrześniowe noce
- 1958: Tęsknota
- 1960: Przeżyłem swoją śmierć
- 1963: Gdy przychodzi kot
- 1969: Wszyscy dobrzy rodacy
- 1976: Zwierzenia clowna
- 1984: Nieznośny samobójca
- 1986: Kraina Wielkich Marzeń
- 1991: Dlaczego Havel? (film dokumentalny)
- 1999: Powrót utraconego raju